# Transformacja Turinga
Transformacja Turinga (inaczej redukcja Turinga) – w teorii obliczeń relacja pomiędzy językami A i B. Mówi się, że język A jest turingowsko redukowalny do języka B (A ≤T B) jeżeli istnieje taka maszyna Turinga z wyrocznią B, że w skończonej liczbie kroków rozstrzyga przynależność słowa do A .
Jeżeli dla pewnych A, B ⊆ Σ* spełniona jest relacja A ≤T B i B ≤T A to A =T B. Podobnie, jeżeli A ≤T B i nie A =T B to A <T B  .

## Własności
- Relacja ≤T jest przechodnia. Jeżeli A ≤T B i B ≤T C to A ≤T C [1]
- Każdy zbiór jest w relacji ≤T z własnym dopełnieniem (wystarczy zanegować dane z wyroczni) [1]
- Każdy zbiór rekurencyjny jest w relacji ≤T z dowolnym zbiorem (przynależność słowa do zbioru rekurencyjnego z definicji jest algorytmicznie sprawdzalna w skończonej liczbie kroków, więc obecność wyroczni może być zignorowana)
- Relacja ≤T nie jest częściowym porządkiem (A =T B nie implikuje A = B).
- Relacja ≤T nie jest liniowym porządkiem (istnieją takie A i B, że nie jest spełnione ani A ≤T B ani B ≤T A).